# Signe Tillisch

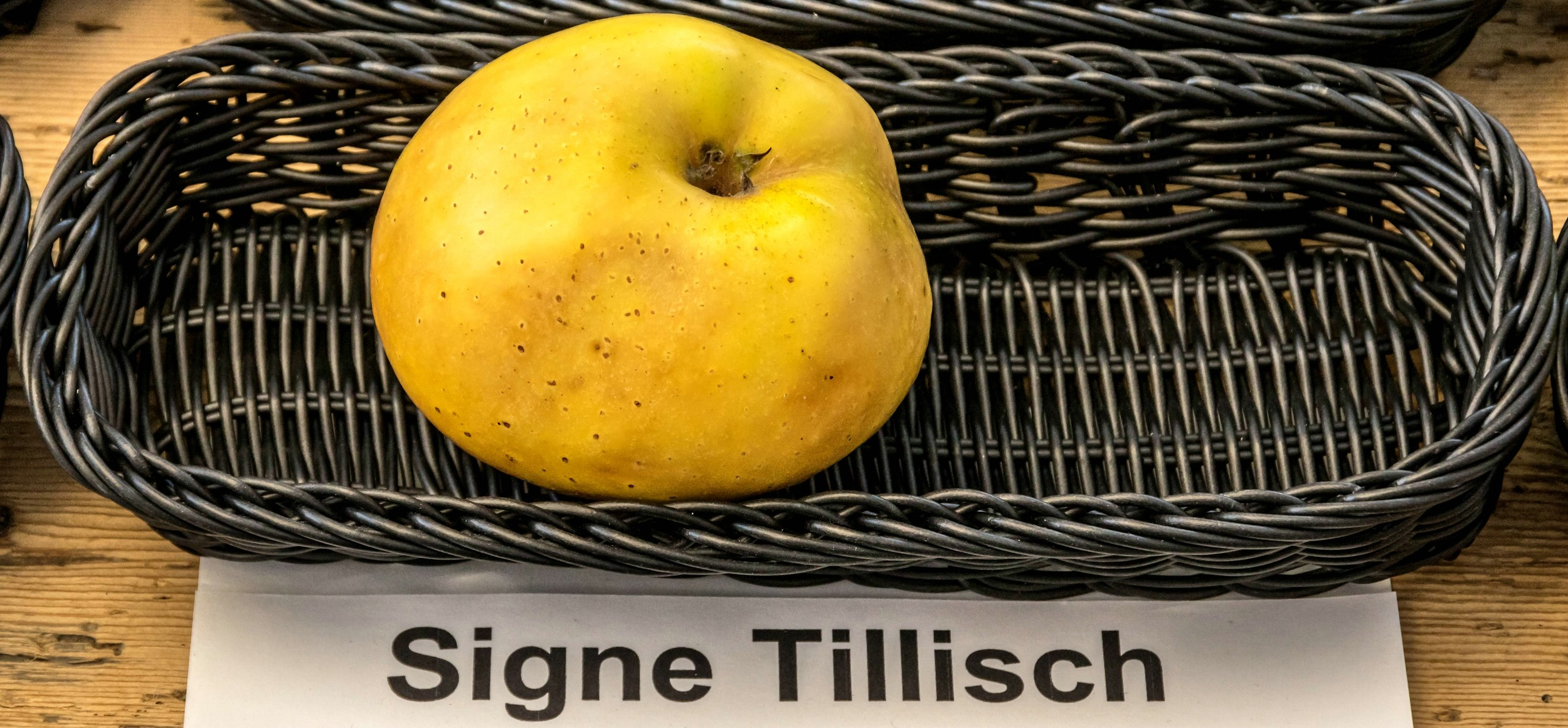
Ansicht der Frucht

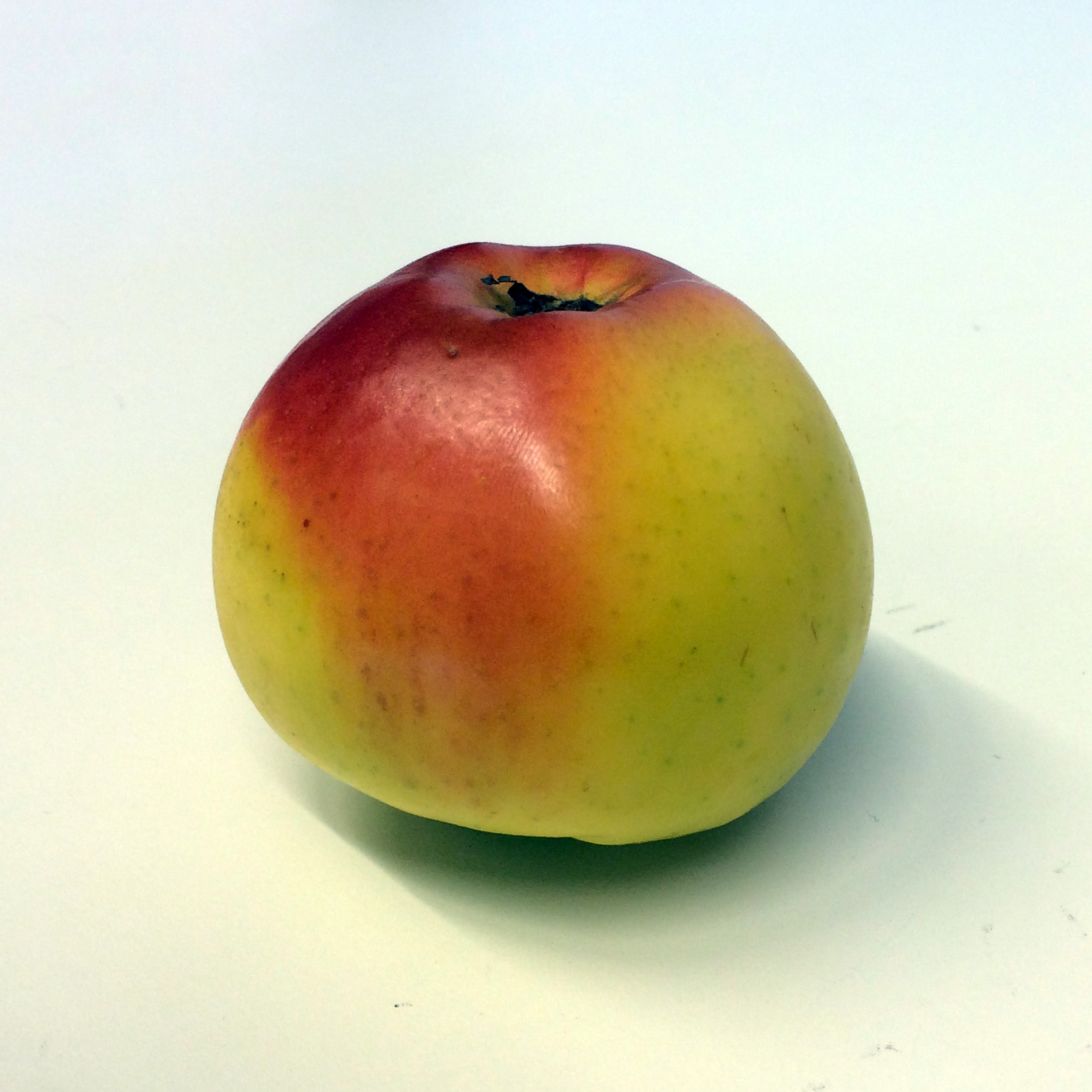
Signe Tillisch

Signe Tillisch ist eine alte Apfelsorte, die ursprünglich aus Jütland stammt. Sie entstand um 1860 als Sämling im Garten des Hardesvogts Tillisch in Bjerre in der Nähe der ostjütischen Stadt Horsens. Einen Elternteil stellte die Sorte Aport. Tillisch benannte die Sorte nach seiner Tochter Signe. Der ursprüngliche Baum wurde im Kübel gehalten und zum Gut Rosenvold in der Nähe von Vejle versetzt und dort ausgepflanzt.
Die Früchte von Signe Tillisch sind gelb bis grüngelb (an der Sonnenseite mitunter leicht orange), groß und breit und recht kantig. Das Fruchtfleisch ist saftig, der Geschmack frisch und aromatisch. Erntezeit ist in der Regel Anfang Oktober, die Früchte können bis Weihnachten gelagert werden. Signe Tillisch ist ein hervorragender Tafelapfel, lässt sich jedoch auch gut beim Backen und zur Saftherstellung verarbeiten.
Der Baum ist recht starkwüchsig, langlebig und kann auch im Alter noch viele Früchte tragen. Auch zur Spalierhaltung ist die Sorte geeignet. Die Sorte bevorzugt einen warmen lehmigen Boden, ist jedoch nicht auf hohe Temperaturen angewiesen.
Signe Tillisch war zu Beginn des 20. Jahrhunderts eine der beliebtesten Apfelsorten in Dänemark und war auch in Norddeutschland verbreitet. Seither wurde sie jedoch von wirtschaftlich profitableren Sorten verdrängt und gilt als gefährdet. Inzwischen haben viele spezialisierte Baumschulen in Dänemark und Norddeutschland die Sorte wieder im Angebot.